# Villano Antillano

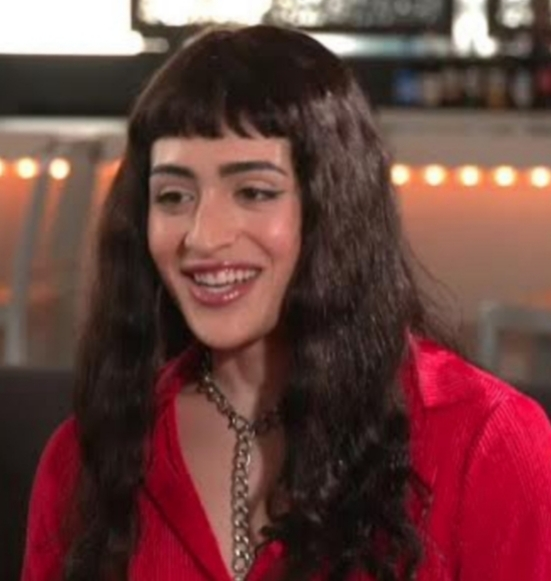
Villano Antillano

Villana Santiago Pacheco (* 27. März 1995 in Bayamón, Puerto Rico), besser bekannt als Villano Antillano, ist eine puerto-ricanische Rapperin, Sängerin und Texterin. Villano Antillano definiert sich als transweibliche nichtbinäre Person und als Transfeministin. International bekannt wurde sie insbesondere durch eine Veröffentlichung mit dem Künstler Bizarrap.

## Biografie
Antillano wurde durch ihre Familie frühzeitig von der Musik von Künstlern wie Rubén Blades und Gustavo Cerati geprägt.
Antillano begann ihre Karriere im Jahr 2019 mit ihrem Theaterstück Tiranía, welches sich thematisch unter anderem mit der Diskriminierung von LGBT-Personen befasst.
Seitdem hat Antillano regelmäßig Musik veröffentlicht und dabei vor allem mit Künstlern aus Puerto Rico wie Young Miko oder Paopao zusammengearbeitet. Ihre Texte handeln oft vom Kampf gegen Chauvinismus und Homophobie.
Im Juni 2022 veröffentlichte sie Villano Antillano: Bzrp Music Sessions, Vol. 51 mit dem argentinischen Produzenten Bizarrap, ein Lied, das ihr zwar internationale Bekanntheit auch außerhalb der queeren Szene einbrachte, sie aber auch zum Ziel transphober Kommentare machte. Es erreichte Platz 11 in den Argentina Hot 100, Platz 5 in den spanischen Charts, 23 in Kolumbien, 25 in Mexico, 18 in Peru und Platz 8 in Uruguay.

## Diskografie

### Alben
- 2022: La Sustancia X (Sony Music Entertainment US Latin LLC)
- 2024: Miss Misogyny (La Buena Fortuna Music; Vertrieb: Sony Music Entertainment US Latin LLC)

### Singles (Auswahl)
- 2022: Bizarrap & Villano Antillano: Bzrp Music Sessions, Vol. 51
- 2025: Lola Indigo, Maria Becerra & Villano Antillano: La Reina (Remix) (Universal Music Group)

## Referenzen
1. ↑  Clarin.com: Villano Antillano, la rapera latina transfeminista elegida por Bizarrap, lanzó su álbum debut 'La Sustancia X'. In: Clarín. 22. Dezember 2022, abgerufen am 1. Februar 2023 (spanisch).
2. 1 2  NOTICIAS MAG: Quién es Villano Antillano, la rapera no binaria de la BZRP Mussic Sessions #51 | FAMA. In: Mag. 9. Juni 2022, abgerufen am 31. Januar 2023 (spanisch).
3. ↑  Quién es Villano Antillano, la Primera Artista Trans en Colaborar Con BZRP | Noticias | LaMusica. In: LaMusica: Radio, Podcasts, & Noticias. Abgerufen am 4. Juni 2023 (amerikanisches Englisch).
4. ↑  Gonzalo Morales: Villano Antillano sufre comentarios tránsfobos tras su sesión con Bizarrap. In: Shangay. 10. Juni 2022, abgerufen am 4. Juni 2023 (spanisch).
5. ↑  7 artistas transgénero que están arrasando. In: www.metrolibre.com. Abgerufen am 4. Juni 2023 (es-pa).

| Personendaten    | Personendaten                                     |
| ---------------- | ------------------------------------------------- |
| NAME             | Antillano, Villano                                |
| ALTERNATIVNAMEN  | Pacheco, Villana Santiago                         |
| KURZBESCHREIBUNG | puerto-ricanische Rapperin, Sängerin und Texterin |
| GEBURTSDATUM     | 27. März 1995                                     |
| GEBURTSORT       | Bayamón, Puerto Rico                              |